# Göpfritz an der Wild
Göpfritz an der Wild là một đô thị ở huyện Zwettl, bang Niederösterreich, Áo. Đô thị này có diện tích 60,58 km², dân số thời điểm 31 tháng 12 năm 2005 là 1797 người.